# Sajóivánka
Sajóivánka is een plaats (község) en gemeente in het Hongaarse comitaat Borsod-Abaúj-Zemplén. Sajóivánka telt 619 inwoners (2001).